# Tomáš Jirsák
Tomáš Jirsák (Vysoké Mýto, 29 giugno 1984) è un calciatore ceco, centrocampista dello České Heřmanice.

## Palmarès

### Club
- Campionato polacco: 3

Wisla Cracovia: 2007-2008, 2008-2009, 2010-2011